# Eurystauridia picta
Eurystauridia picta is een vlinder uit de familie van de tandvlinders (Notodontidae). De wetenschappelijke naam van deze soort werd voor het eerst geldig gepubliceerd in 1973 door Sergius Kiriakoff.
De soort komt voor in tropisch Afrika.